# 다쓰나미 가즈요시
다쓰나미 가즈요시(일본어: 立浪 和義, 1969년 8월 19일 ~ )는 일본의 전 프로 야구 선수이자 야구 지도자, 야구 해설가·평론가이다. 오사카부 셋쓰시 출신이며 현역 시절 포지션은 내야수, 외야수였다.
1987년에 PL가쿠엔 고등학교 야구부 주장으로서 고시엔(제59회 선발·제69회 전국 선수권)에서 춘계·하계 대회 연패를 달성하여 같은 해 드래프트 회의에서 주니치 드래건스로부터 1순위 지명을 받고 입단했다. 프로 1년째(1988년)에 신인왕 및 골든 글러브상(고졸 신인으로서는 일본 프로 야구 사상 최초)을 획득하여 프로 22년째인 2009년을 끝으로 현역에서 은퇴할 때까지 주니치의 중심 선수로서 맹활약했다. NPB 역대 최다가 되는 통산 487개의 2루타, 통산 2480 안타(NPB 역대 8위)를 기록했다. 2022년부터 주니치의 감독으로 부임했다.
니시자와 미치오(초대), 다카기 모리미치(2대)와 함께 ‘미스터 드래건스’(3대)로 알려져 있으며 현역 은퇴 후인 2019년에 일본 야구 전당에 헌액됐다.

## 상세 정보

### 출신 학교
- PL가쿠엔 고등학교

### 선수 경력
- 주니치 드래건스(1988년 ~ 2009년)

### 지도자  경력
- 주니치 드래건스 1군 타격 코치(2008년 ~ 2009년)
- 월드 베이스볼 클래식 일본 야구 국가대표팀 타격 코치(2013년)
- 주니치 드래건스 감독(2022년 ~ )

### 수상·타이틀 경력
- 신인왕(1988년)
- 베스트 나인 : 2회(1996년, 2004년)[11]
- 골든 글러브상 : 5회(1988년, 1995년 ~ 1997년, 2003년)[12] ※3개 포지션에서의 수상은 최다 기록.
- 월간 MVP : 3회(2002년 6월, 2004년 5월, 2004년 6월)
- 우수 JCB·MEP상 : 3회(1991년, 1992년, 2000년)
- JA 전농 Go·Go상 : 1회(최다 2·3루타상 : 2001년 8월)
- 일본 야구 명예의 전당 헌액자(2019년)

### 개인 기록

#### 첫 기록
- 첫 출장·첫 선발 출장 : 1988년 4월 8일, 대 요코하마 다이요 웨일스 1차전(나고야 구장), 2번·유격수로서 선발 출장
- 첫 안타 : 상동, 6회말에 가케하타 미쓰노리로부터 우익선상 2루타
- 첫 홈런·첫 타점 : 1988년 4월 17일, 대 요미우리 자이언츠 3차전(나고야 구장), 6회말에 가토 하지메로부터
- 첫 도루 : 1988년 5월 8일, 대 요미우리 자이언츠 5차전(도쿄 돔)

#### 기록 달성 경력
- 통산 1000안타 : 1996년 6월 2일, 대 요미우리 자이언츠 7차전(도쿄 돔), 8회초에 사이토 마사키로부터 좌전 안타 ※역대 183번째
- 통산 1000경기 출장 : 1996년 9월 21일, 대 요미우리 자이언츠 24차전(도쿄 돔), 3번·2루수로서 선발 출장 ※역대 338번째
- 통산 100홈런 : 1998년 8월 19일, 대 야쿠르트 스왈로스 19차전(메이지 진구 야구장), 3회초에 기타가와 데쓰야로부터 우월 솔로 홈런 ※역대 199번째
- 통산 300개의 2루타 : 2000년 4월 7일, 대 요코하마 베이스타스 1차전(요코하마 스타디움), 7회초에 가와하라 류이치로부터 좌중간에 2루타 ※역대 36번째
- 통산 1500안타 : 2000년 4월 13일, 대 히로시마 도요 카프 3차전(나고야 돔), 8회말에 다카하시 겐으로부터 중전 안타 ※역대 80번째
- 통산 1500경기 출장 : 2000년 8월 29일, 대 히로시마 도요 카프 20차전(히로시마 시민 구장), 5번·2루수로서 선발 출장 ※역대 128번째
- 통산 350개의 2루타 : 2001년 9월 2일, 대 요코하마 베이스타스 23차전(나고야 돔), 6회말에 가와무라 다케오로부터 ※역대 22번째
- 통산 400개의 2루타 : 2003년 6월 26일, 대 야쿠르트 스왈로스 15차전(메이지 진구 야구장), 1회초에 제이슨 베벌린으로부터 ※역대 9번째
- 통산 1000득점 : 상동, 1회초에 알렉스 오초아의 2점 적시타로 홈을 밟아 기록 ※역대 30번째
- 통산 2000안타 : 2003년 7월 5일, 대 요미우리 자이언츠 16차전(도쿄 돔), 8회초에 하야시 마사노리로부터 우전 안타 ※역대 30번째
- 통산 2000경기 출장 : 2004년 6월 29일, 대 히로시마 도요 카프 13차전(후쿠이 현영 구장), 3번·3루수로서 선발 출장 ※역대 34번째
- 통산 150홈런 : 2003년 9월 30일, 대 히로시마 도요 카프 27차전(히로시마 시민 구장), 7회초에 사카이 다이스케로부터 우월 솔로 홈런 ※역대 130번째
- 통산 450개의 2루타 : 2005년 5월 19일, 대 홋카이도 닛폰햄 파이터스 3차전(삿포로 돔), 3회초에 가네무라 사토루로부터 ※사상 최초
- 통산 1000볼넷 : 2005년 6월 22일, 대 한신 타이거스 8차전(오사카 돔), 7회초에 하시모토 겐타로로부터 ※역대 11번째
- 통산 1000타점 : 2007년 8월 24일, 대 한신 타이거스 17차전(나고야 돔), 5회말에 와타나베 료로부터 우전 적시타 ※역대 32번째
- 통산 2500경기 출장 : 2008년 9월 16일, 대 한신 타이거스 22차전(나고야 돔), 7회말에 천웨이인의 대타로서 출장 ※역대 7번째
- 통산 1000삼진 : 2008년 10월 5일, 대 요미우리 자이언츠 24차전(도쿄 돔), 8회초에 도요타 기요시로부터 ※역대 43번째
- 통산 10000타석 : 2009년 8월 1일, 대 도쿄 야쿠르트 스왈로스 14차전(메이지 진구 야구장), 7회초에 오가사와라 다카시의 대타로서 출장 ※역대 7번째

#### 일본 기록
- 통산 2루타 : 487개
- 시즌 30개의 2루타 이상 : 7차례
- 끝내기 만루 홈런 : 2차례(타이 기록)
- 1경기 5안타 : 5차례(타이 기록)

#### 기타
- 최다 득점 : 2회(1991년, 1994년)
- 최다 출루 : 1회(1996년)
- 올스타전 출장 : 11회(1988년, 1991년, 1994년 ~ 1998년, 2000년, 2002년 ~ 2004년)
- 사이클링 안타 : 1회(1997년 8월 22일, 대 한신 타이거스 전, 나고야 돔) ※역대 47번째

### 등번호
- 3(1988년 ~ 2009년)
- 73(2022년 ~ 현재)

### 연도별 타격 성적
| 연 도       | 소 속       | 경 기 | 타 석 | 타 수 | 득 점 | 안 타 | 2 루 타 | 3 루 타 | 홈 런 | 루 타 | 타 점 | 도 루 | 도 루 자 | 희 생 번 | 희 생 플 | 볼 넷 | 고 4 | 사 구 | 삼 진 | 병 살 타 | 타 율 | 출 루 율 | 장 타 율 | O P S |
| ----------- | ----------- | ----- | ----- | ----- | ----- | ----- | ------- | ------- | ----- | ----- | ----- | ----- | -------- | -------- | -------- | ----- | ---- | ----- | ----- | -------- | ----- | -------- | -------- | ----- |
| 1988년      | 주니치      | 110   | 403   | 336   | 61    | 75    | 15      | 1       | 4     | 104   | 18    | 22    | 7        | 21       | 0        | 42    | 0    | 4     | 53    | 3        | .223  | .317     | .310     | .626  |
| 1989년      | 주니치      | 30    | 100   | 85    | 10    | 20    | 6       | 1       | 2     | 34    | 8     | 3     | 6        | 5        | 0        | 10    | 0    | 0     | 10    | 3        | .235  | .316     | .400     | .716  |
| 1990년      | 주니치      | 128   | 591   | 511   | 73    | 155   | 33      | 6       | 11    | 233   | 45    | 18    | 9        | 14       | 1        | 60    | 1    | 5     | 61    | 3        | .303  | .381     | .456     | .837  |
| 1991년      | 주니치      | 131   | 605   | 520   | 87    | 151   | 35      | 2       | 10    | 220   | 45    | 10    | 8        | 8        | 2        | 74    | 4    | 1     | 69    | 5        | .290  | .379     | .423     | .802  |
| 1992년      | 주니치      | 98    | 438   | 379   | 52    | 114   | 16      | 4       | 5     | 153   | 42    | 8     | 4        | 2        | 4        | 51    | 1    | 2     | 52    | 6        | .301  | .383     | .404     | .787  |
| 1993년      | 주니치      | 128   | 577   | 500   | 73    | 143   | 18      | 3       | 16    | 215   | 50    | 6     | 8        | 3        | 1        | 70    | 0    | 3     | 51    | 3        | .286  | .376     | .430     | .806  |
| 1994년      | 주니치      | 129   | 581   | 489   | 90    | 134   | 27      | 1       | 10    | 193   | 53    | 12    | 2        | 2        | 5        | 83    | 6    | 2     | 50    | 10       | .274  | .378     | .395     | .773  |
| 1995년      | 주니치      | 126   | 557   | 489   | 72    | 147   | 25      | 1       | 11    | 207   | 53    | 10    | 11       | 2        | 3        | 59    | 2    | 4     | 46    | 11       | .301  | .378     | .423     | .802  |
| 1996년      | 주니치      | 130   | 587   | 511   | 91    | 165   | 39      | 2       | 10    | 238   | 62    | 2     | 5        | 3        | 2        | 69    | 0    | 2     | 57    | 12       | .323  | .404     | .466     | .870  |
| 1997년      | 주니치      | 133   | 579   | 495   | 77    | 133   | 24      | 3       | 14    | 205   | 55    | 8     | 5        | 1        | 1        | 77    | 4    | 5     | 42    | 13       | .269  | .372     | .414     | .786  |
| 1998년      | 주니치      | 134   | 589   | 504   | 60    | 137   | 24      | 1       | 8     | 187   | 43    | 6     | 6        | 3        | 4        | 74    | 4    | 4     | 60    | 8        | .272  | .367     | .371     | .738  |
| 1999년      | 주니치      | 123   | 477   | 417   | 54    | 111   | 32      | 1       | 4     | 157   | 53    | 3     | 2        | 4        | 4        | 51    | 1    | 1     | 44    | 14       | .266  | .345     | .376     | .721  |
| 2000년      | 주니치      | 126   | 503   | 436   | 58    | 132   | 30      | 3       | 9     | 195   | 58    | 5     | 0        | 16       | 2        | 46    | 1    | 3     | 43    | 13       | .303  | .372     | .447     | .819  |
| 2001년      | 주니치      | 139   | 576   | 507   | 52    | 148   | 30      | 2       | 9     | 209   | 65    | 6     | 1        | 7        | 6        | 54    | 4    | 2     | 54    | 9        | .292  | .359     | .412     | .771  |
| 2002년      | 주니치      | 137   | 562   | 506   | 62    | 153   | 34      | 2       | 16    | 239   | 92    | 4     | 9        | 1        | 4        | 45    | 3    | 6     | 55    | 10       | .302  | .364     | .472     | .836  |
| 2003년      | 주니치      | 135   | 569   | 500   | 52    | 140   | 28      | 2       | 13    | 211   | 80    | 2     | 4        | 0        | 10       | 52    | 2    | 7     | 72    | 13       | .280  | .350     | .422     | .772  |
| 2004년      | 주니치      | 134   | 580   | 523   | 68    | 161   | 25      | 0       | 5     | 201   | 70    | 5     | 3        | 1        | 6        | 45    | 2    | 5     | 52    | 12       | .308  | .364     | .384     | .749  |
| 2005년      | 주니치      | 138   | 580   | 501   | 57    | 127   | 25      | 1       | 9     | 181   | 56    | 2     | 0        | 0        | 6        | 68    | 1    | 5     | 76    | 15       | .253  | .345     | .361     | .706  |
| 2006년      | 주니치      | 113   | 284   | 259   | 17    | 68    | 10      | 1       | 1     | 83    | 31    | 3     | 1        | 3        | 3        | 17    | 2    | 2     | 28    | 6        | .263  | .310     | .320     | .630  |
| 2007년      | 주니치      | 101   | 129   | 109   | 4     | 30    | 2       | 1       | 2     | 40    | 31    | 0     | 0        | 0        | 3        | 16    | 3    | 1     | 14    | 2        | .275  | .364     | .367     | .731  |
| 2008년      | 주니치      | 86    | 86    | 73    | 2     | 15    | 4       | 0       | 1     | 22    | 10    | 0     | 0        | 0        | 1        | 11    | 3    | 1     | 11    | 2        | .205  | .314     | .301     | .615  |
| 2009년      | 주니치      | 77    | 80    | 66    | 3     | 21    | 5       | 0       | 1     | 29    | 17    | 0     | 0        | 0        | 1        | 12    | 1    | 1     | 7     | 1        | .318  | .425     | .439     | .864  |
| 통산 : 22년 | 통산 : 22년 | 2586  | 10033 | 8716  | 1175  | 2480  | 487     | 38      | 171   | 3556  | 1037  | 135   | 91       | 96       | 69       | 1086  | 45   | 66    | 1007  | 174      | .285  | .366     | .408     | .773  |

- 굵은 글씨는 시즌 최고 성적, 붉은색 글씨는 일본 프로 야구 역대 최고 성적.

### 주해
1. ↑  주니치 구단의 실제 프로 통산 연수 22년은 아라키 마사히로와 함께 구단 역사상 2위 타이[2](야수로서는 최장) 기록이다. 1위는 야마모토 마사(투수)의 29년[2]이다.
2. ↑  2025년 현재, 통산 경기 출장수(2586)·안타(2480)·타점(1037)·타석(10033) 등은 주니치 구단 역사상 최다 기록이다.[2] 또한 주니치의 토박이 선수로 통산 2000 안타를 달성한 선수는 다카기 모리미치·야자와 겐이치·다쓰나미·아라키 등 4명[5]뿐이다.[2]

### 출전
1. ↑  클라이맥스 시리즈: 파이널 스테이지 4차전
2. 1 2 3 4  “ドラゴンズ打撃通算リーダーズ(在籍通算)”. 《주니치 드래건스 공식 홈페이지》 (일본어). 주니치 드래건스. 2020. 2020년 8월 13일에 원본 문서에서 보존된 문서. 2020년 11월 30일에 확인함.
3. ↑  伊東大介 (2020년 11월 18일). “立浪和義氏が中日臨時コーチに　来年の春季キャンプ”. 《닛칸 스포츠》 (일본어) (닛칸 스포츠 신문사). 2020년 11월 30일에 원본 문서에서 보존된 문서. 2020년 11월 30일에 확인함.
4. ↑  “歴代最高記録 二塁打 【通算記録】”. 《일본 야구 기구》 (일본어). 일본 야구 기구. 2020년 11월 30일. 2020년 11월 30일에 원본 문서에서 보존된 문서. 2020년 11월 30일에 확인함.
5. ↑  “荒木雅博選手 2000安打達成”. 《주니치 드래건스 공식 홈페이지》 (일본어). 주니치 드래건스. 2017. 2020년 11월 30일에 원본 문서에서 보존된 문서. 2020년 11월 30일에 확인함.
6. ↑  “歴代最高記録 安打 【通算記録】”. 《일본 야구 기구》 (일본어). 일본 야구 기구. 2020년 11월 30일. 2020년 11월 8일에 원본 문서에서 보존된 문서. 2020년 11월 30일에 확인함.
7. ↑  “ドラゴンズニュース　★立浪和義監督就任会見”. 《주니치 드래건스 공식 홈페이지》 (일본어). 주니치 드래건스. 2021년 10월 29일. 2021년 10월 29일에 원본 문서에서 보존된 문서. 2021년 10월 29일에 확인함.
8. ↑  “【中日】立浪和義新監督が誕生 要請受諾「よろしくお願いします。全力で頑張ります」午後から就任会見”. 《주니치 스포츠》 (일본어). 주니치 신문사. 2021년 10월 29일. 2021년 10월 29일에 원본 문서에서 보존된 문서. 2021년 10월 29일에 확인함.
9. ↑  “元中日監督・高木守道氏死去　78歳　2代目ミスタードラゴンズ　通算2274安打の名二塁手”. 《Sponichi Aneex》 (일본어). 스포츠 닛폰 신문사. 2020년 1월 17일. 2020년 11월 30일에 원본 문서에서 보존된 문서. 2020년 11월 30일에 확인함.
10. ↑  “殿堂ニュース > 2019年 野球殿堂入り発表 立浪氏、権藤氏、脇村氏が殿堂入り” (일본어). 공익 재단법인 야구 전당 박물관. 2019년 1월 5일. 2020년 11월 30일에 원본 문서에서 보존된 문서. 2020년 11월 30일에 확인함.
11. ↑  1996년에는 2루수 부문, 2004년에는 3루수 부문.
12. ↑  
  - 유격수 부문 : 1988년
  - 2루수 부문 : 1995년 ~ 1997년
  - 3루수 부문 : 2003년

## 참고 문헌
- 다쓰나미 가즈요시 (2010년 2월 20일). 《負けん気》 초 제1쇄 발행판. 분게이샤. ISBN 978-4286088532.
- “立浪和義 躍動するゴールデン・ルーキー” [다쓰나미 가즈요시: 약진하는 골든 루키]. 《베이스볼 앨범》 (베이스볼 매거진사) 10 (5). 1988년 9월 15일. - 통산 제91호